# Position de Lucena
Cet article utilise la notation algébrique pour décrire des coups du jeu d'échecs.
Pour un article plus général, voir Finale de tours.
|   | a | b | c | d | e | f | g | h |   |
| 8 | Roi blanc sur case noire b8 · Roi noir sur case noire d8 · Pion blanc sur case blanche b7 · Tour noire sur case blanche a2 · Tour blanche sur case noire c1 | Roi blanc sur case noire b8 · Roi noir sur case noire d8 · Pion blanc sur case blanche b7 · Tour noire sur case blanche a2 · Tour blanche sur case noire c1 | Roi blanc sur case noire b8 · Roi noir sur case noire d8 · Pion blanc sur case blanche b7 · Tour noire sur case blanche a2 · Tour blanche sur case noire c1 | Roi blanc sur case noire b8 · Roi noir sur case noire d8 · Pion blanc sur case blanche b7 · Tour noire sur case blanche a2 · Tour blanche sur case noire c1 | Roi blanc sur case noire b8 · Roi noir sur case noire d8 · Pion blanc sur case blanche b7 · Tour noire sur case blanche a2 · Tour blanche sur case noire c1 | Roi blanc sur case noire b8 · Roi noir sur case noire d8 · Pion blanc sur case blanche b7 · Tour noire sur case blanche a2 · Tour blanche sur case noire c1 | Roi blanc sur case noire b8 · Roi noir sur case noire d8 · Pion blanc sur case blanche b7 · Tour noire sur case blanche a2 · Tour blanche sur case noire c1 | Roi blanc sur case noire b8 · Roi noir sur case noire d8 · Pion blanc sur case blanche b7 · Tour noire sur case blanche a2 · Tour blanche sur case noire c1 | 8 |
| 7 | Roi blanc sur case noire b8 · Roi noir sur case noire d8 · Pion blanc sur case blanche b7 · Tour noire sur case blanche a2 · Tour blanche sur case noire c1 | Roi blanc sur case noire b8 · Roi noir sur case noire d8 · Pion blanc sur case blanche b7 · Tour noire sur case blanche a2 · Tour blanche sur case noire c1 | Roi blanc sur case noire b8 · Roi noir sur case noire d8 · Pion blanc sur case blanche b7 · Tour noire sur case blanche a2 · Tour blanche sur case noire c1 | Roi blanc sur case noire b8 · Roi noir sur case noire d8 · Pion blanc sur case blanche b7 · Tour noire sur case blanche a2 · Tour blanche sur case noire c1 | Roi blanc sur case noire b8 · Roi noir sur case noire d8 · Pion blanc sur case blanche b7 · Tour noire sur case blanche a2 · Tour blanche sur case noire c1 | Roi blanc sur case noire b8 · Roi noir sur case noire d8 · Pion blanc sur case blanche b7 · Tour noire sur case blanche a2 · Tour blanche sur case noire c1 | Roi blanc sur case noire b8 · Roi noir sur case noire d8 · Pion blanc sur case blanche b7 · Tour noire sur case blanche a2 · Tour blanche sur case noire c1 | Roi blanc sur case noire b8 · Roi noir sur case noire d8 · Pion blanc sur case blanche b7 · Tour noire sur case blanche a2 · Tour blanche sur case noire c1 | 7 |
| 6 | Roi blanc sur case noire b8 · Roi noir sur case noire d8 · Pion blanc sur case blanche b7 · Tour noire sur case blanche a2 · Tour blanche sur case noire c1 | Roi blanc sur case noire b8 · Roi noir sur case noire d8 · Pion blanc sur case blanche b7 · Tour noire sur case blanche a2 · Tour blanche sur case noire c1 | Roi blanc sur case noire b8 · Roi noir sur case noire d8 · Pion blanc sur case blanche b7 · Tour noire sur case blanche a2 · Tour blanche sur case noire c1 | Roi blanc sur case noire b8 · Roi noir sur case noire d8 · Pion blanc sur case blanche b7 · Tour noire sur case blanche a2 · Tour blanche sur case noire c1 | Roi blanc sur case noire b8 · Roi noir sur case noire d8 · Pion blanc sur case blanche b7 · Tour noire sur case blanche a2 · Tour blanche sur case noire c1 | Roi blanc sur case noire b8 · Roi noir sur case noire d8 · Pion blanc sur case blanche b7 · Tour noire sur case blanche a2 · Tour blanche sur case noire c1 | Roi blanc sur case noire b8 · Roi noir sur case noire d8 · Pion blanc sur case blanche b7 · Tour noire sur case blanche a2 · Tour blanche sur case noire c1 | Roi blanc sur case noire b8 · Roi noir sur case noire d8 · Pion blanc sur case blanche b7 · Tour noire sur case blanche a2 · Tour blanche sur case noire c1 | 6 |
| 5 | Roi blanc sur case noire b8 · Roi noir sur case noire d8 · Pion blanc sur case blanche b7 · Tour noire sur case blanche a2 · Tour blanche sur case noire c1 | Roi blanc sur case noire b8 · Roi noir sur case noire d8 · Pion blanc sur case blanche b7 · Tour noire sur case blanche a2 · Tour blanche sur case noire c1 | Roi blanc sur case noire b8 · Roi noir sur case noire d8 · Pion blanc sur case blanche b7 · Tour noire sur case blanche a2 · Tour blanche sur case noire c1 | Roi blanc sur case noire b8 · Roi noir sur case noire d8 · Pion blanc sur case blanche b7 · Tour noire sur case blanche a2 · Tour blanche sur case noire c1 | Roi blanc sur case noire b8 · Roi noir sur case noire d8 · Pion blanc sur case blanche b7 · Tour noire sur case blanche a2 · Tour blanche sur case noire c1 | Roi blanc sur case noire b8 · Roi noir sur case noire d8 · Pion blanc sur case blanche b7 · Tour noire sur case blanche a2 · Tour blanche sur case noire c1 | Roi blanc sur case noire b8 · Roi noir sur case noire d8 · Pion blanc sur case blanche b7 · Tour noire sur case blanche a2 · Tour blanche sur case noire c1 | Roi blanc sur case noire b8 · Roi noir sur case noire d8 · Pion blanc sur case blanche b7 · Tour noire sur case blanche a2 · Tour blanche sur case noire c1 | 5 |
| 4 | Roi blanc sur case noire b8 · Roi noir sur case noire d8 · Pion blanc sur case blanche b7 · Tour noire sur case blanche a2 · Tour blanche sur case noire c1 | Roi blanc sur case noire b8 · Roi noir sur case noire d8 · Pion blanc sur case blanche b7 · Tour noire sur case blanche a2 · Tour blanche sur case noire c1 | Roi blanc sur case noire b8 · Roi noir sur case noire d8 · Pion blanc sur case blanche b7 · Tour noire sur case blanche a2 · Tour blanche sur case noire c1 | Roi blanc sur case noire b8 · Roi noir sur case noire d8 · Pion blanc sur case blanche b7 · Tour noire sur case blanche a2 · Tour blanche sur case noire c1 | Roi blanc sur case noire b8 · Roi noir sur case noire d8 · Pion blanc sur case blanche b7 · Tour noire sur case blanche a2 · Tour blanche sur case noire c1 | Roi blanc sur case noire b8 · Roi noir sur case noire d8 · Pion blanc sur case blanche b7 · Tour noire sur case blanche a2 · Tour blanche sur case noire c1 | Roi blanc sur case noire b8 · Roi noir sur case noire d8 · Pion blanc sur case blanche b7 · Tour noire sur case blanche a2 · Tour blanche sur case noire c1 | Roi blanc sur case noire b8 · Roi noir sur case noire d8 · Pion blanc sur case blanche b7 · Tour noire sur case blanche a2 · Tour blanche sur case noire c1 | 4 |
| 3 | Roi blanc sur case noire b8 · Roi noir sur case noire d8 · Pion blanc sur case blanche b7 · Tour noire sur case blanche a2 · Tour blanche sur case noire c1 | Roi blanc sur case noire b8 · Roi noir sur case noire d8 · Pion blanc sur case blanche b7 · Tour noire sur case blanche a2 · Tour blanche sur case noire c1 | Roi blanc sur case noire b8 · Roi noir sur case noire d8 · Pion blanc sur case blanche b7 · Tour noire sur case blanche a2 · Tour blanche sur case noire c1 | Roi blanc sur case noire b8 · Roi noir sur case noire d8 · Pion blanc sur case blanche b7 · Tour noire sur case blanche a2 · Tour blanche sur case noire c1 | Roi blanc sur case noire b8 · Roi noir sur case noire d8 · Pion blanc sur case blanche b7 · Tour noire sur case blanche a2 · Tour blanche sur case noire c1 | Roi blanc sur case noire b8 · Roi noir sur case noire d8 · Pion blanc sur case blanche b7 · Tour noire sur case blanche a2 · Tour blanche sur case noire c1 | Roi blanc sur case noire b8 · Roi noir sur case noire d8 · Pion blanc sur case blanche b7 · Tour noire sur case blanche a2 · Tour blanche sur case noire c1 | Roi blanc sur case noire b8 · Roi noir sur case noire d8 · Pion blanc sur case blanche b7 · Tour noire sur case blanche a2 · Tour blanche sur case noire c1 | 3 |
| 2 | Roi blanc sur case noire b8 · Roi noir sur case noire d8 · Pion blanc sur case blanche b7 · Tour noire sur case blanche a2 · Tour blanche sur case noire c1 | Roi blanc sur case noire b8 · Roi noir sur case noire d8 · Pion blanc sur case blanche b7 · Tour noire sur case blanche a2 · Tour blanche sur case noire c1 | Roi blanc sur case noire b8 · Roi noir sur case noire d8 · Pion blanc sur case blanche b7 · Tour noire sur case blanche a2 · Tour blanche sur case noire c1 | Roi blanc sur case noire b8 · Roi noir sur case noire d8 · Pion blanc sur case blanche b7 · Tour noire sur case blanche a2 · Tour blanche sur case noire c1 | Roi blanc sur case noire b8 · Roi noir sur case noire d8 · Pion blanc sur case blanche b7 · Tour noire sur case blanche a2 · Tour blanche sur case noire c1 | Roi blanc sur case noire b8 · Roi noir sur case noire d8 · Pion blanc sur case blanche b7 · Tour noire sur case blanche a2 · Tour blanche sur case noire c1 | Roi blanc sur case noire b8 · Roi noir sur case noire d8 · Pion blanc sur case blanche b7 · Tour noire sur case blanche a2 · Tour blanche sur case noire c1 | Roi blanc sur case noire b8 · Roi noir sur case noire d8 · Pion blanc sur case blanche b7 · Tour noire sur case blanche a2 · Tour blanche sur case noire c1 | 2 |
| 1 | Roi blanc sur case noire b8 · Roi noir sur case noire d8 · Pion blanc sur case blanche b7 · Tour noire sur case blanche a2 · Tour blanche sur case noire c1 | Roi blanc sur case noire b8 · Roi noir sur case noire d8 · Pion blanc sur case blanche b7 · Tour noire sur case blanche a2 · Tour blanche sur case noire c1 | Roi blanc sur case noire b8 · Roi noir sur case noire d8 · Pion blanc sur case blanche b7 · Tour noire sur case blanche a2 · Tour blanche sur case noire c1 | Roi blanc sur case noire b8 · Roi noir sur case noire d8 · Pion blanc sur case blanche b7 · Tour noire sur case blanche a2 · Tour blanche sur case noire c1 | Roi blanc sur case noire b8 · Roi noir sur case noire d8 · Pion blanc sur case blanche b7 · Tour noire sur case blanche a2 · Tour blanche sur case noire c1 | Roi blanc sur case noire b8 · Roi noir sur case noire d8 · Pion blanc sur case blanche b7 · Tour noire sur case blanche a2 · Tour blanche sur case noire c1 | Roi blanc sur case noire b8 · Roi noir sur case noire d8 · Pion blanc sur case blanche b7 · Tour noire sur case blanche a2 · Tour blanche sur case noire c1 | Roi blanc sur case noire b8 · Roi noir sur case noire d8 · Pion blanc sur case blanche b7 · Tour noire sur case blanche a2 · Tour blanche sur case noire c1 | 1 |
|   | a | b | c | d | e | f | g | h |   |

Aux échecs, la position de Lucena est l'une des plus connues et des plus importantes positions de finales du jeu d'échecs. Elle est fondamentale dans la finale tour et pion contre tour.

## Présentation
La position dite de Lucena tire son nom du joueur espagnol Luis Ramírez Lucena, bien que cela soit impropre, cette position ne figurant pas dans son manuel des échecs Repetición de Amores e Arte de Axedrez de 1497. Elle apparait cependant dans le livre Il Puttino d'Alessandro Salvio en 1634, un récit romantique sur la carrière du joueur d'échecs Leonard da Cutri et c'est sous cette forme qu'elle est donnée ici.
Cette position est considérée par Jeremy Silman comme « la mère de toutes les finales de tours » car elle montre les pièges à éviter lorsqu'il s'agit de défendre avec un pion en moins et la situation à rechercher pour le camp attaquant.
La position est celle du diagramme de droite. Les caractéristiques sont les mêmes si on voit la position à travers un miroir, ou si le pion se trouve sur une des colonnes b à g.
Le but des Blancs est de promouvoir le pion ou d'obliger les Noirs à sacrifier leur tour contre le pion, ce qui conduit à une finale technique gagnante. Les Blancs sont parvenus à avancer le pion jusqu'à la septième rangée, mais ils ne peuvent pas le promouvoir car le pion est gêné par son propre roi. Pour gagner le roi blanc doit dégager la case de promotion du pion, mais il ne le peut car il est gêné sur la colonne a par la tour noire, sur la colonne c par le roi adverse.
Les caractéristiques essentielles de la position sont :
- le pion peut être sur n'importe quelle colonne sauf a et h,
- le pion est sur la septième rangée,
- le roi blanc (celui avec le pion) est sur la case de promotion,
- la tour blanche sépare le roi adverse du pion d'au moins une colonne,
- la tour noire est sur la colonne de l'autre côté du pion.

Une tentative naïve des Blancs telle que :
1.Td1+ Re7
2.Rc7
n'aboutit à rien. Les Noirs se contentent de harceler le roi blanc d'échecs, et les Blancs ne progressent pas :
2.... Tc2+
3. Rb6 Tb2+
4. Ra7 Ta2+
5. Rb8 

## La méthode gagnante: construire un pont
Dans la position de Lucena, les Blancs ont une méthode gagnante qui fonctionne pour tout pion sauf sur les colonnes a et h (la méthode peut aussi fonctionner pour ses pions du bord, si la tour blanche est déjà sur la 4e rangée, si la tour noire n'est pas sur une colonne adjacente au pion, et que les Blancs sont au trait). Il existe une méthode alternative qui ne fonctionne qu'avec les pions sur la colonne c ou f.
|   | a | b | c | d | e | f | g | h |   |
| 8 | Pion blanc sur case blanche b7 · Roi noir sur case noire e7 · Roi blanc sur case blanche b5 · Tour blanche sur case noire b4 · Tour noire sur case blanche b1 | Pion blanc sur case blanche b7 · Roi noir sur case noire e7 · Roi blanc sur case blanche b5 · Tour blanche sur case noire b4 · Tour noire sur case blanche b1 | Pion blanc sur case blanche b7 · Roi noir sur case noire e7 · Roi blanc sur case blanche b5 · Tour blanche sur case noire b4 · Tour noire sur case blanche b1 | Pion blanc sur case blanche b7 · Roi noir sur case noire e7 · Roi blanc sur case blanche b5 · Tour blanche sur case noire b4 · Tour noire sur case blanche b1 | Pion blanc sur case blanche b7 · Roi noir sur case noire e7 · Roi blanc sur case blanche b5 · Tour blanche sur case noire b4 · Tour noire sur case blanche b1 | Pion blanc sur case blanche b7 · Roi noir sur case noire e7 · Roi blanc sur case blanche b5 · Tour blanche sur case noire b4 · Tour noire sur case blanche b1 | Pion blanc sur case blanche b7 · Roi noir sur case noire e7 · Roi blanc sur case blanche b5 · Tour blanche sur case noire b4 · Tour noire sur case blanche b1 | Pion blanc sur case blanche b7 · Roi noir sur case noire e7 · Roi blanc sur case blanche b5 · Tour blanche sur case noire b4 · Tour noire sur case blanche b1 | 8 |
| 7 | Pion blanc sur case blanche b7 · Roi noir sur case noire e7 · Roi blanc sur case blanche b5 · Tour blanche sur case noire b4 · Tour noire sur case blanche b1 | Pion blanc sur case blanche b7 · Roi noir sur case noire e7 · Roi blanc sur case blanche b5 · Tour blanche sur case noire b4 · Tour noire sur case blanche b1 | Pion blanc sur case blanche b7 · Roi noir sur case noire e7 · Roi blanc sur case blanche b5 · Tour blanche sur case noire b4 · Tour noire sur case blanche b1 | Pion blanc sur case blanche b7 · Roi noir sur case noire e7 · Roi blanc sur case blanche b5 · Tour blanche sur case noire b4 · Tour noire sur case blanche b1 | Pion blanc sur case blanche b7 · Roi noir sur case noire e7 · Roi blanc sur case blanche b5 · Tour blanche sur case noire b4 · Tour noire sur case blanche b1 | Pion blanc sur case blanche b7 · Roi noir sur case noire e7 · Roi blanc sur case blanche b5 · Tour blanche sur case noire b4 · Tour noire sur case blanche b1 | Pion blanc sur case blanche b7 · Roi noir sur case noire e7 · Roi blanc sur case blanche b5 · Tour blanche sur case noire b4 · Tour noire sur case blanche b1 | Pion blanc sur case blanche b7 · Roi noir sur case noire e7 · Roi blanc sur case blanche b5 · Tour blanche sur case noire b4 · Tour noire sur case blanche b1 | 7 |
| 6 | Pion blanc sur case blanche b7 · Roi noir sur case noire e7 · Roi blanc sur case blanche b5 · Tour blanche sur case noire b4 · Tour noire sur case blanche b1 | Pion blanc sur case blanche b7 · Roi noir sur case noire e7 · Roi blanc sur case blanche b5 · Tour blanche sur case noire b4 · Tour noire sur case blanche b1 | Pion blanc sur case blanche b7 · Roi noir sur case noire e7 · Roi blanc sur case blanche b5 · Tour blanche sur case noire b4 · Tour noire sur case blanche b1 | Pion blanc sur case blanche b7 · Roi noir sur case noire e7 · Roi blanc sur case blanche b5 · Tour blanche sur case noire b4 · Tour noire sur case blanche b1 | Pion blanc sur case blanche b7 · Roi noir sur case noire e7 · Roi blanc sur case blanche b5 · Tour blanche sur case noire b4 · Tour noire sur case blanche b1 | Pion blanc sur case blanche b7 · Roi noir sur case noire e7 · Roi blanc sur case blanche b5 · Tour blanche sur case noire b4 · Tour noire sur case blanche b1 | Pion blanc sur case blanche b7 · Roi noir sur case noire e7 · Roi blanc sur case blanche b5 · Tour blanche sur case noire b4 · Tour noire sur case blanche b1 | Pion blanc sur case blanche b7 · Roi noir sur case noire e7 · Roi blanc sur case blanche b5 · Tour blanche sur case noire b4 · Tour noire sur case blanche b1 | 6 |
| 5 | Pion blanc sur case blanche b7 · Roi noir sur case noire e7 · Roi blanc sur case blanche b5 · Tour blanche sur case noire b4 · Tour noire sur case blanche b1 | Pion blanc sur case blanche b7 · Roi noir sur case noire e7 · Roi blanc sur case blanche b5 · Tour blanche sur case noire b4 · Tour noire sur case blanche b1 | Pion blanc sur case blanche b7 · Roi noir sur case noire e7 · Roi blanc sur case blanche b5 · Tour blanche sur case noire b4 · Tour noire sur case blanche b1 | Pion blanc sur case blanche b7 · Roi noir sur case noire e7 · Roi blanc sur case blanche b5 · Tour blanche sur case noire b4 · Tour noire sur case blanche b1 | Pion blanc sur case blanche b7 · Roi noir sur case noire e7 · Roi blanc sur case blanche b5 · Tour blanche sur case noire b4 · Tour noire sur case blanche b1 | Pion blanc sur case blanche b7 · Roi noir sur case noire e7 · Roi blanc sur case blanche b5 · Tour blanche sur case noire b4 · Tour noire sur case blanche b1 | Pion blanc sur case blanche b7 · Roi noir sur case noire e7 · Roi blanc sur case blanche b5 · Tour blanche sur case noire b4 · Tour noire sur case blanche b1 | Pion blanc sur case blanche b7 · Roi noir sur case noire e7 · Roi blanc sur case blanche b5 · Tour blanche sur case noire b4 · Tour noire sur case blanche b1 | 5 |
| 4 | Pion blanc sur case blanche b7 · Roi noir sur case noire e7 · Roi blanc sur case blanche b5 · Tour blanche sur case noire b4 · Tour noire sur case blanche b1 | Pion blanc sur case blanche b7 · Roi noir sur case noire e7 · Roi blanc sur case blanche b5 · Tour blanche sur case noire b4 · Tour noire sur case blanche b1 | Pion blanc sur case blanche b7 · Roi noir sur case noire e7 · Roi blanc sur case blanche b5 · Tour blanche sur case noire b4 · Tour noire sur case blanche b1 | Pion blanc sur case blanche b7 · Roi noir sur case noire e7 · Roi blanc sur case blanche b5 · Tour blanche sur case noire b4 · Tour noire sur case blanche b1 | Pion blanc sur case blanche b7 · Roi noir sur case noire e7 · Roi blanc sur case blanche b5 · Tour blanche sur case noire b4 · Tour noire sur case blanche b1 | Pion blanc sur case blanche b7 · Roi noir sur case noire e7 · Roi blanc sur case blanche b5 · Tour blanche sur case noire b4 · Tour noire sur case blanche b1 | Pion blanc sur case blanche b7 · Roi noir sur case noire e7 · Roi blanc sur case blanche b5 · Tour blanche sur case noire b4 · Tour noire sur case blanche b1 | Pion blanc sur case blanche b7 · Roi noir sur case noire e7 · Roi blanc sur case blanche b5 · Tour blanche sur case noire b4 · Tour noire sur case blanche b1 | 4 |
| 3 | Pion blanc sur case blanche b7 · Roi noir sur case noire e7 · Roi blanc sur case blanche b5 · Tour blanche sur case noire b4 · Tour noire sur case blanche b1 | Pion blanc sur case blanche b7 · Roi noir sur case noire e7 · Roi blanc sur case blanche b5 · Tour blanche sur case noire b4 · Tour noire sur case blanche b1 | Pion blanc sur case blanche b7 · Roi noir sur case noire e7 · Roi blanc sur case blanche b5 · Tour blanche sur case noire b4 · Tour noire sur case blanche b1 | Pion blanc sur case blanche b7 · Roi noir sur case noire e7 · Roi blanc sur case blanche b5 · Tour blanche sur case noire b4 · Tour noire sur case blanche b1 | Pion blanc sur case blanche b7 · Roi noir sur case noire e7 · Roi blanc sur case blanche b5 · Tour blanche sur case noire b4 · Tour noire sur case blanche b1 | Pion blanc sur case blanche b7 · Roi noir sur case noire e7 · Roi blanc sur case blanche b5 · Tour blanche sur case noire b4 · Tour noire sur case blanche b1 | Pion blanc sur case blanche b7 · Roi noir sur case noire e7 · Roi blanc sur case blanche b5 · Tour blanche sur case noire b4 · Tour noire sur case blanche b1 | Pion blanc sur case blanche b7 · Roi noir sur case noire e7 · Roi blanc sur case blanche b5 · Tour blanche sur case noire b4 · Tour noire sur case blanche b1 | 3 |
| 2 | Pion blanc sur case blanche b7 · Roi noir sur case noire e7 · Roi blanc sur case blanche b5 · Tour blanche sur case noire b4 · Tour noire sur case blanche b1 | Pion blanc sur case blanche b7 · Roi noir sur case noire e7 · Roi blanc sur case blanche b5 · Tour blanche sur case noire b4 · Tour noire sur case blanche b1 | Pion blanc sur case blanche b7 · Roi noir sur case noire e7 · Roi blanc sur case blanche b5 · Tour blanche sur case noire b4 · Tour noire sur case blanche b1 | Pion blanc sur case blanche b7 · Roi noir sur case noire e7 · Roi blanc sur case blanche b5 · Tour blanche sur case noire b4 · Tour noire sur case blanche b1 | Pion blanc sur case blanche b7 · Roi noir sur case noire e7 · Roi blanc sur case blanche b5 · Tour blanche sur case noire b4 · Tour noire sur case blanche b1 | Pion blanc sur case blanche b7 · Roi noir sur case noire e7 · Roi blanc sur case blanche b5 · Tour blanche sur case noire b4 · Tour noire sur case blanche b1 | Pion blanc sur case blanche b7 · Roi noir sur case noire e7 · Roi blanc sur case blanche b5 · Tour blanche sur case noire b4 · Tour noire sur case blanche b1 | Pion blanc sur case blanche b7 · Roi noir sur case noire e7 · Roi blanc sur case blanche b5 · Tour blanche sur case noire b4 · Tour noire sur case blanche b1 | 2 |
| 1 | Pion blanc sur case blanche b7 · Roi noir sur case noire e7 · Roi blanc sur case blanche b5 · Tour blanche sur case noire b4 · Tour noire sur case blanche b1 | Pion blanc sur case blanche b7 · Roi noir sur case noire e7 · Roi blanc sur case blanche b5 · Tour blanche sur case noire b4 · Tour noire sur case blanche b1 | Pion blanc sur case blanche b7 · Roi noir sur case noire e7 · Roi blanc sur case blanche b5 · Tour blanche sur case noire b4 · Tour noire sur case blanche b1 | Pion blanc sur case blanche b7 · Roi noir sur case noire e7 · Roi blanc sur case blanche b5 · Tour blanche sur case noire b4 · Tour noire sur case blanche b1 | Pion blanc sur case blanche b7 · Roi noir sur case noire e7 · Roi blanc sur case blanche b5 · Tour blanche sur case noire b4 · Tour noire sur case blanche b1 | Pion blanc sur case blanche b7 · Roi noir sur case noire e7 · Roi blanc sur case blanche b5 · Tour blanche sur case noire b4 · Tour noire sur case blanche b1 | Pion blanc sur case blanche b7 · Roi noir sur case noire e7 · Roi blanc sur case blanche b5 · Tour blanche sur case noire b4 · Tour noire sur case blanche b1 | Pion blanc sur case blanche b7 · Roi noir sur case noire e7 · Roi blanc sur case blanche b5 · Tour blanche sur case noire b4 · Tour noire sur case blanche b1 | 1 |
|   | a | b | c | d | e | f | g | h |   |

Dans la position de Lucena plus haut, les Blancs gagnent avec :
1. Td1+ Re7 ce qui force le roi noir à s'éloigner.
2. Td4! Par ce coup, les Blancs préparent l'utilisation de la tour comme bouclier.
Maintenant, si les Noirs jouent un coup d'attente, tel que : 
2...Ta1
en espérant harceler le roi Blanc avec des échecs comme dans la variante décrite plus haut, les Blancs continuent comme ceci :
3. Rc7 Tc1+
4. Rb6 Tb1+ Les blancs réussissent à libérer la case de promotion du pion.
5. Rc6 Tc1+ (ou 5. Ra6 Ta1+)
6. Rb5 Tb1+
7. Tb4!.
La tour noire ne peut plus mettre le roi blanc en échec, et les Noirs sont incapables d'empêcher la promotion. La formation du bouclier du pion et du roi par la tour est connue sous le nom de « construire un pont ». Elle peut être qualifiée de « méthode d'interception. »
Il est important que la tour blanche aille initialement sur la 4e rangée si les Noirs utilisent leur meilleure défense : les échecs continuels du roi adverse. Si les Noirs abandonnent cette défense, la tour blanche peut construire un pont sur la 5e rangée, dans la variante précédente, après 
5. Rc6
Si les Noirs jouent 
5... Re6
il y a un piège tendu aux Blancs : si 6.Td5?? (pour construire un pont sur la 5e rangée) alors 6...Txb7! fait nulle.
Cependant si
6. Td6+ Re7
7. Td5!
les Blancs peuvent construire un pont sur la 5e rangée en  plaçant leur tour en b5,  le roi en b6 et ensuite le pion est promu. Ce déplacement qui consiste à « transporter » le pont fait partie, d'après Aaron Nimzowitsch, des « manœuvres quotidiennes » du jeu d'échecs dont il est « une preuve de l'incroyable beauté ». 
7... Tc1+
8. Rb6 Tb1+
9. Tb5
et les Blancs gagnent.

### Trait aux Noirs
Si les Noirs sont au trait dans la position du diagramme, ils peuvent empêcher la tour blanche d'aller sur la 4e rangée, mais les Blancs gagnent quand même :
1... Ta4
2. Td1+ Re7
3. Rc7 Tc4+
4. Rb6 Tb4+
5. Ra6 Tb2
(La tour noire n'est pas assez loin pour continuer à donner des échecs : si 5...Ta4+ alors 6.Rb5 gagne). Maintenant, les Blancs gagnent en empêchant les échecs par
6. Td5
suivi de
7. Tb5

## Plan alternatif pour la défense
(septembre 2013).
Les autres plans de défense des Noirs ne donnent rien de mieux. Après 1.Td1+ Re7 2.Td4 plus haut suit 
2...Tb2
par exemple, les Blancs peuvent quand même mener à bien leur plan décrit plus haut, ou ils peuvent gagner avec le simple :
3.Ta4 Rd7
4.Ra8 (ou 4.Ra7) ...Rc7
5. Tc4+
qui chasse le roi Noir et permet la promotion (ou 5.b8D Txb8 6.Tc4+ gagne la tour)

## Autre méthode de gain pour les blancs
|   | a | b | c | d | e | f | g | h |   |
| 8 | Roi blanc sur case noire d8 · Pion blanc sur case blanche d7 · Roi noir sur case noire g7 · Tour noire sur case blanche c2 · Tour blanche sur case blanche f1 | Roi blanc sur case noire d8 · Pion blanc sur case blanche d7 · Roi noir sur case noire g7 · Tour noire sur case blanche c2 · Tour blanche sur case blanche f1 | Roi blanc sur case noire d8 · Pion blanc sur case blanche d7 · Roi noir sur case noire g7 · Tour noire sur case blanche c2 · Tour blanche sur case blanche f1 | Roi blanc sur case noire d8 · Pion blanc sur case blanche d7 · Roi noir sur case noire g7 · Tour noire sur case blanche c2 · Tour blanche sur case blanche f1 | Roi blanc sur case noire d8 · Pion blanc sur case blanche d7 · Roi noir sur case noire g7 · Tour noire sur case blanche c2 · Tour blanche sur case blanche f1 | Roi blanc sur case noire d8 · Pion blanc sur case blanche d7 · Roi noir sur case noire g7 · Tour noire sur case blanche c2 · Tour blanche sur case blanche f1 | Roi blanc sur case noire d8 · Pion blanc sur case blanche d7 · Roi noir sur case noire g7 · Tour noire sur case blanche c2 · Tour blanche sur case blanche f1 | Roi blanc sur case noire d8 · Pion blanc sur case blanche d7 · Roi noir sur case noire g7 · Tour noire sur case blanche c2 · Tour blanche sur case blanche f1 | 8 |
| 7 | Roi blanc sur case noire d8 · Pion blanc sur case blanche d7 · Roi noir sur case noire g7 · Tour noire sur case blanche c2 · Tour blanche sur case blanche f1 | Roi blanc sur case noire d8 · Pion blanc sur case blanche d7 · Roi noir sur case noire g7 · Tour noire sur case blanche c2 · Tour blanche sur case blanche f1 | Roi blanc sur case noire d8 · Pion blanc sur case blanche d7 · Roi noir sur case noire g7 · Tour noire sur case blanche c2 · Tour blanche sur case blanche f1 | Roi blanc sur case noire d8 · Pion blanc sur case blanche d7 · Roi noir sur case noire g7 · Tour noire sur case blanche c2 · Tour blanche sur case blanche f1 | Roi blanc sur case noire d8 · Pion blanc sur case blanche d7 · Roi noir sur case noire g7 · Tour noire sur case blanche c2 · Tour blanche sur case blanche f1 | Roi blanc sur case noire d8 · Pion blanc sur case blanche d7 · Roi noir sur case noire g7 · Tour noire sur case blanche c2 · Tour blanche sur case blanche f1 | Roi blanc sur case noire d8 · Pion blanc sur case blanche d7 · Roi noir sur case noire g7 · Tour noire sur case blanche c2 · Tour blanche sur case blanche f1 | Roi blanc sur case noire d8 · Pion blanc sur case blanche d7 · Roi noir sur case noire g7 · Tour noire sur case blanche c2 · Tour blanche sur case blanche f1 | 7 |
| 6 | Roi blanc sur case noire d8 · Pion blanc sur case blanche d7 · Roi noir sur case noire g7 · Tour noire sur case blanche c2 · Tour blanche sur case blanche f1 | Roi blanc sur case noire d8 · Pion blanc sur case blanche d7 · Roi noir sur case noire g7 · Tour noire sur case blanche c2 · Tour blanche sur case blanche f1 | Roi blanc sur case noire d8 · Pion blanc sur case blanche d7 · Roi noir sur case noire g7 · Tour noire sur case blanche c2 · Tour blanche sur case blanche f1 | Roi blanc sur case noire d8 · Pion blanc sur case blanche d7 · Roi noir sur case noire g7 · Tour noire sur case blanche c2 · Tour blanche sur case blanche f1 | Roi blanc sur case noire d8 · Pion blanc sur case blanche d7 · Roi noir sur case noire g7 · Tour noire sur case blanche c2 · Tour blanche sur case blanche f1 | Roi blanc sur case noire d8 · Pion blanc sur case blanche d7 · Roi noir sur case noire g7 · Tour noire sur case blanche c2 · Tour blanche sur case blanche f1 | Roi blanc sur case noire d8 · Pion blanc sur case blanche d7 · Roi noir sur case noire g7 · Tour noire sur case blanche c2 · Tour blanche sur case blanche f1 | Roi blanc sur case noire d8 · Pion blanc sur case blanche d7 · Roi noir sur case noire g7 · Tour noire sur case blanche c2 · Tour blanche sur case blanche f1 | 6 |
| 5 | Roi blanc sur case noire d8 · Pion blanc sur case blanche d7 · Roi noir sur case noire g7 · Tour noire sur case blanche c2 · Tour blanche sur case blanche f1 | Roi blanc sur case noire d8 · Pion blanc sur case blanche d7 · Roi noir sur case noire g7 · Tour noire sur case blanche c2 · Tour blanche sur case blanche f1 | Roi blanc sur case noire d8 · Pion blanc sur case blanche d7 · Roi noir sur case noire g7 · Tour noire sur case blanche c2 · Tour blanche sur case blanche f1 | Roi blanc sur case noire d8 · Pion blanc sur case blanche d7 · Roi noir sur case noire g7 · Tour noire sur case blanche c2 · Tour blanche sur case blanche f1 | Roi blanc sur case noire d8 · Pion blanc sur case blanche d7 · Roi noir sur case noire g7 · Tour noire sur case blanche c2 · Tour blanche sur case blanche f1 | Roi blanc sur case noire d8 · Pion blanc sur case blanche d7 · Roi noir sur case noire g7 · Tour noire sur case blanche c2 · Tour blanche sur case blanche f1 | Roi blanc sur case noire d8 · Pion blanc sur case blanche d7 · Roi noir sur case noire g7 · Tour noire sur case blanche c2 · Tour blanche sur case blanche f1 | Roi blanc sur case noire d8 · Pion blanc sur case blanche d7 · Roi noir sur case noire g7 · Tour noire sur case blanche c2 · Tour blanche sur case blanche f1 | 5 |
| 4 | Roi blanc sur case noire d8 · Pion blanc sur case blanche d7 · Roi noir sur case noire g7 · Tour noire sur case blanche c2 · Tour blanche sur case blanche f1 | Roi blanc sur case noire d8 · Pion blanc sur case blanche d7 · Roi noir sur case noire g7 · Tour noire sur case blanche c2 · Tour blanche sur case blanche f1 | Roi blanc sur case noire d8 · Pion blanc sur case blanche d7 · Roi noir sur case noire g7 · Tour noire sur case blanche c2 · Tour blanche sur case blanche f1 | Roi blanc sur case noire d8 · Pion blanc sur case blanche d7 · Roi noir sur case noire g7 · Tour noire sur case blanche c2 · Tour blanche sur case blanche f1 | Roi blanc sur case noire d8 · Pion blanc sur case blanche d7 · Roi noir sur case noire g7 · Tour noire sur case blanche c2 · Tour blanche sur case blanche f1 | Roi blanc sur case noire d8 · Pion blanc sur case blanche d7 · Roi noir sur case noire g7 · Tour noire sur case blanche c2 · Tour blanche sur case blanche f1 | Roi blanc sur case noire d8 · Pion blanc sur case blanche d7 · Roi noir sur case noire g7 · Tour noire sur case blanche c2 · Tour blanche sur case blanche f1 | Roi blanc sur case noire d8 · Pion blanc sur case blanche d7 · Roi noir sur case noire g7 · Tour noire sur case blanche c2 · Tour blanche sur case blanche f1 | 4 |
| 3 | Roi blanc sur case noire d8 · Pion blanc sur case blanche d7 · Roi noir sur case noire g7 · Tour noire sur case blanche c2 · Tour blanche sur case blanche f1 | Roi blanc sur case noire d8 · Pion blanc sur case blanche d7 · Roi noir sur case noire g7 · Tour noire sur case blanche c2 · Tour blanche sur case blanche f1 | Roi blanc sur case noire d8 · Pion blanc sur case blanche d7 · Roi noir sur case noire g7 · Tour noire sur case blanche c2 · Tour blanche sur case blanche f1 | Roi blanc sur case noire d8 · Pion blanc sur case blanche d7 · Roi noir sur case noire g7 · Tour noire sur case blanche c2 · Tour blanche sur case blanche f1 | Roi blanc sur case noire d8 · Pion blanc sur case blanche d7 · Roi noir sur case noire g7 · Tour noire sur case blanche c2 · Tour blanche sur case blanche f1 | Roi blanc sur case noire d8 · Pion blanc sur case blanche d7 · Roi noir sur case noire g7 · Tour noire sur case blanche c2 · Tour blanche sur case blanche f1 | Roi blanc sur case noire d8 · Pion blanc sur case blanche d7 · Roi noir sur case noire g7 · Tour noire sur case blanche c2 · Tour blanche sur case blanche f1 | Roi blanc sur case noire d8 · Pion blanc sur case blanche d7 · Roi noir sur case noire g7 · Tour noire sur case blanche c2 · Tour blanche sur case blanche f1 | 3 |
| 2 | Roi blanc sur case noire d8 · Pion blanc sur case blanche d7 · Roi noir sur case noire g7 · Tour noire sur case blanche c2 · Tour blanche sur case blanche f1 | Roi blanc sur case noire d8 · Pion blanc sur case blanche d7 · Roi noir sur case noire g7 · Tour noire sur case blanche c2 · Tour blanche sur case blanche f1 | Roi blanc sur case noire d8 · Pion blanc sur case blanche d7 · Roi noir sur case noire g7 · Tour noire sur case blanche c2 · Tour blanche sur case blanche f1 | Roi blanc sur case noire d8 · Pion blanc sur case blanche d7 · Roi noir sur case noire g7 · Tour noire sur case blanche c2 · Tour blanche sur case blanche f1 | Roi blanc sur case noire d8 · Pion blanc sur case blanche d7 · Roi noir sur case noire g7 · Tour noire sur case blanche c2 · Tour blanche sur case blanche f1 | Roi blanc sur case noire d8 · Pion blanc sur case blanche d7 · Roi noir sur case noire g7 · Tour noire sur case blanche c2 · Tour blanche sur case blanche f1 | Roi blanc sur case noire d8 · Pion blanc sur case blanche d7 · Roi noir sur case noire g7 · Tour noire sur case blanche c2 · Tour blanche sur case blanche f1 | Roi blanc sur case noire d8 · Pion blanc sur case blanche d7 · Roi noir sur case noire g7 · Tour noire sur case blanche c2 · Tour blanche sur case blanche f1 | 2 |
| 1 | Roi blanc sur case noire d8 · Pion blanc sur case blanche d7 · Roi noir sur case noire g7 · Tour noire sur case blanche c2 · Tour blanche sur case blanche f1 | Roi blanc sur case noire d8 · Pion blanc sur case blanche d7 · Roi noir sur case noire g7 · Tour noire sur case blanche c2 · Tour blanche sur case blanche f1 | Roi blanc sur case noire d8 · Pion blanc sur case blanche d7 · Roi noir sur case noire g7 · Tour noire sur case blanche c2 · Tour blanche sur case blanche f1 | Roi blanc sur case noire d8 · Pion blanc sur case blanche d7 · Roi noir sur case noire g7 · Tour noire sur case blanche c2 · Tour blanche sur case blanche f1 | Roi blanc sur case noire d8 · Pion blanc sur case blanche d7 · Roi noir sur case noire g7 · Tour noire sur case blanche c2 · Tour blanche sur case blanche f1 | Roi blanc sur case noire d8 · Pion blanc sur case blanche d7 · Roi noir sur case noire g7 · Tour noire sur case blanche c2 · Tour blanche sur case blanche f1 | Roi blanc sur case noire d8 · Pion blanc sur case blanche d7 · Roi noir sur case noire g7 · Tour noire sur case blanche c2 · Tour blanche sur case blanche f1 | Roi blanc sur case noire d8 · Pion blanc sur case blanche d7 · Roi noir sur case noire g7 · Tour noire sur case blanche c2 · Tour blanche sur case blanche f1 | 1 |
|   | a | b | c | d | e | f | g | h |   |

Dans leur livre Finales de Tours, Grigory Levenfisch et Vassili Smyslov présentent une méthode de gain alternative. Dans la position du diagramme ci-contre, ils proposent un plan où la tour va se placer en c8 : 

1.Ta1 Rf7 2.Ta8 Tc1 3.Tc8 Td1 4.Rc7 Tc1+ 5.Rb6
La tour noire va faire des échecs sur le roi blanc qui va s'approcher d'elle de manière à finalement gagner un temps pour pouvoir promouvoir le pion sur la case d8.

### Livres qui ont servi à l'écriture de cet article
- (en) John Emms, The Survival Guide to Rook Endings, Everyman Chess, 1999, 160 p. (ISBN 1-85744-235-0)
- (en) Karsten Müller et Frank Lamprecht, Fundamental Chess Endings, Gambit Publications, 2001 (ISBN 1-901983-53-6)
- (en) Chris Ward, Starting Out : Rook Endgames, Everyman Chess, 2004, 128 p. (ISBN 1-85744-374-8)
- Jeremy Silman, La Méthode Silman pour maîtriser les finales aux échecs : du débutant jusqu'au maître, Échecs et Maths, 2008 (edition canadienne), 2007 pour l'édition originale, 523 p. (ISBN 978-1-895525-18-2 et 1-895525-18-7)
- Grigory Löwenfisch et Vassily Smyslov, Finales de Tours, Hatier, 1986, 198 p. (ISBN 978-2-218-07259-8)

### Autres livres sur le sujet
- (en) David Shenk, The Immortal Game : A History of Chess, Doubleday, 2006, 327 p. (ISBN 0-385-51010-1)